# Verwaltungsgemeinschaft Hebertsfelden
Die Verwaltungsgemeinschaft Hebertsfelden im niederbayerischen Landkreis Rottal-Inn wurde im Zuge der Gemeindegebietsreform am 1. Mai 1978 gegründet und zum 1. Januar 1980 bereits wieder aufgelöst.
Ihr gehörten die Gemeinden Hebertsfelden und Schönau an.
Sitz der Verwaltungsgemeinschaft war Hebertsfelden.